# WrestleMania XXVI
WrestleMania XXVI va ser la vint-i-sisena edició de WrestleMania, un esdeveniment de pagament per visió de lluita lliure professional de l'empresa World Wrestling Entertainment. Va tenir lloc el 28 de març del 2010 al University of Phoenix Stadium de Glendale a l'estat d'Arizona. Els temes musicals per a l'esdeveniment eren «I Made It (Cash Money Heroes)» de Kevin Rudolf i «Be Yourself» d'Audioslave.
Aquesta edició va ser la primera a celebrar-se a l'estat d'Arizona.

## Combats disputats
En els combats següents:
- En negreta el tipus de combat i el títol en joc.
- Entre parèntesis la duració.
- (c) = Campió.

Aquests van ser els resultats:
- Dark match: Yoshi Tatsu va guanyar la Battle Royal de 26 homes
  - Tastu va eliminar finalment a Zack Ryder, guanyant la lluita.
- Campionat Unificat en Parelles de la WWE: ShoMiz The Miz & The Big Show (c) derrotaren John Morrison & R-Truth (3:24)
  - Show va cobrir a Morrison després d'un "KO Punch".
- Randy Orton derrotà Cody Rhodes i Ted DiBiase (9:01)
  - Orton va cobrir a DiBiase després d'un "RKO".
- Money in the Bank Ladder match: Jack Swagger derrotà Christian, Dolph Ziggler, Kane, Shelton Benjamin, Montel Vontavious Porter, Matt Hardy, Evan Bourne, Drew McIntyre i Kofi Kingston (13:44)
  - Swagger va guanyar després de despenjar el maletí.
- Triple H derrotà Sheamus (12:09)
  - HHH va cobrir a Sheamus després d'un "Pedigree".
- Rey Mysterio derrotà CM Punk (amb Luke Gallows, Serena) (6:30)
  - Mysterio va cobrir a Punk després d'un "619" seguit d'un "Springboard splash"
  - Si Mysterio perdia, havia d'unir-se a la Straight-Edge Society.
- No Holds Barred match: Bret Hart derrotà Vince McMahon en un No Holds Barred Lumberjack math (11:09)
  - Bret va forçar a Vincen a rendir-se amb un "Sharpshooter".
  - Els lumberjacks o llenyataires del combat van ser membres de la família Hart.
- Campionat Mundial del Pes Pesant: Chris Jericho (c) derrotà Edge (15:48)
  - Jericho va cobrir a Edge després d'un "Codebreaker".
  - Després de la lluita, Edge va aplicar una "Spear" a Jericho contra la barrera de protecció.
- Vickie Guerrero, Maryse, Michelle McCool, Alicia & Layla van derrotar Beth Phoenix, Gail Kim, Kelly Kelly, Mickie James & Eve Torres (3:26)
  - Vickie va cobrir a Kelly després d'un "Splash".
- Campionat de la WWE: John Cena derrotà Batista (c) (13:31)
  - Cena va forçar a Batista a rendir-se amb la "STF".
- Invicte vs. Carrera: The Undertaker derrotà Shawn Michaels (23:23)
  - Undertaker va cobrir a Michaels després de dos "Tombstone Piledriver".
  - Com a resultat, Michaels hagué de retirar-se de la lluita lliure professional.